# Filippo Arena
Filippo Arena (Piazza Armerina, 1708 – Roma, 1789) è stato un botanico italiano.

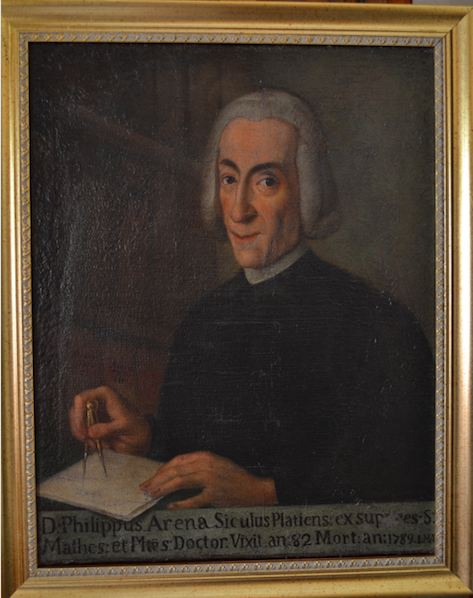
Anonymous, Portrait of Filippo Arena, last decade of 18° century, Municipal Art Gallery, Piazza Armerina

Gesuita, fu docente di filosofia e matematica. Nella sua opera La natura e la coltura de'fiori (1768) teorizzò l'importanza dell'impollinazione incrociata e il ruolo degli insetti nei processi di fecondazione floreale.

## Biografia

### Formazione
Filippo Arena nacque a Piazza (l'odierna Piazza Armerina) il 1º maggio 1708. Probabilmente frequentò le scuole gesuitiche presso il Collegio della città natale e a soli quindici anni, il 14 novembre 1723, entrò nell’Ordine dei Gesuiti facendo il noviziato a Messina.
Nell’ottobre 1725 su trasferì allo Scolasticato del Collegio dei Gesuiti di Palermo dove studiò Retorica. Il 15 novembre di quell’anno prese i primi voti religiosi e due anni dopo fu inviato a insegnare Humanitas nel Collegio di Vizzini.
Appena un anno dopo è già nel Collegio Primario di Messina tra i magistri inferiores come professore di Grammatica. Dal 1729 al 1731 torna al Collegio di Piazza come Magister Humaniorum litterarum. In questi continui spostamenti viene sempre incaricato, nonostante la giovane età, di dirigere la Congregazione Mariana.
Contemporaneamente completa gli studi aggiungendo ai due anni di Retorica, tre di Filosofia e quattro di Teologia. Alla fine dei suoi studi, nel 1737, viene ordinato sacerdote a Palermo

### Insegnamento e attività di ricerca
Dal 1739 viene inviato a insegnare Fisica nel Collegio di Caltagirone dove, nel 1740, gli venne affidato l’insegnamento di Metafisica. Il 14 agosto 1741 fece la solenne professione dei 4 voti, tipica dei Compagnia di Gesù.
Nei sei anni successivi Padre Filippo Arena fu a Malta nel cui Collegio insegnò Filosofia e cominciò a insegnare Matematica, cattedra che avrebbe conservato per 23 anni.
Nel 1747 fu assegnato al Collegio dei Nobili di Palermo e fece ritorno in Sicilia. In questa istituzione, frequentata dai giovani dell’aristocrazia isolana, mantenne le cattedre di Filosofia e Matematica e fu Praefectus studiorurm (preside) fino al 1751. Poi fu trasferito come professore di Matematica al Collegio Massimo di Palermo, la massima istituzione culturale gesuitica in Sicilia.
Dal 1760 in poi fa parte delle commissioni esaminatrici dei candidati non gesuiti al dottorato in Filosofia.
Tra il 1754 e il 1758 pubblicò tre opere relative agli studi di fisica, ma solo nel 1767 riuscì a pubblicare il primo dei due volumi di Botanica “La natura, e coltura de’ fiori …” il cui secondo volume ebbe notevoli difficoltà ad ottenere l’imprimatur poiché considerato dal Generale dei gesuiti Lorenzo Ricci “assai debole e di pochissimo merito e gradimento”.

### Esilio
In quell’anno i Gesuiti furono espulsi dai possedimenti spagnoli e padre Arena, arrestato il 30 novembre, dovette andare in esilio a Viterbo dove insegnò nel biennio successivo e dove restò per altri tre prima di trasferirsi a Roma nel 1773, anno della soppressione dell’Ordine dei Gesuiti.
A Roma nel 1777 pubblicò un nuovo trattato di Fisica che aprì un dibattito ospitato su ben quattro numeri delle Efemeridi letterarie.
Non si hanno informazioni sull’attività di padre Filippo Arena negli ultimi anni della sua vita. Morì a Roma il 1º marzo 1789.

## Rilevanza scientifica
Il valore scientifico dell'attività di ricerca di Filippo Arena in campo botanico è stato riconosciuto solo all'inizio del XX sec. quando è stato considerato l'unico biologo siciliano meritevole di essere ricordato tra quelli in attività nel Settecento..
Sul finire del secolo ne ha riscoperto il "contributo al progresso degli studi botanici soprattutto in merito al complesso problema della sessualità delle piante, per cui occupa un posto di tutto rispetto nell'ampio contesto della cultura scientifica del suo tempo".
La ricerca di Arena conferma e sostiene, per primo in Italia, la teoria di Camerarius che per primo scoprì la sessualità delle piante nel 1694 e confuta la teoria del più importante botanico della sua epoca, Giulio Pontendera. 
Con la sua opera dimostra e spiega il fenomeno della impollinazione e dimostra sperimentalmente la possibilità di ibridazione nel mondo vegetale anche tra specie diverse. Egli "intuisce la variabilità della specie su basi genetiche e dimostra che con la impollinazione incrociata si hanno individui più rigogliosi, cioè intuisce quello che poi un secolo più tardi sarà messo in evidenza con molta chiarezza da Darwin.

## Opere
- Opticarum questioni Dissertatio prima de Lumine, Panormi, 1754
- Selecta problemata ex prima Geometriae practicae parte, quae est Longimetria et Altimetria, Panormi 1757
- Dissertatio Geographica de dimensione et figura Telluris, Panormi 1758
- La natura e la coltura dei fiori fisicamente esposta in due trattati con nuove ragioni, osservazioni, esperienza. Tomi primo Tomo secondo Tomo terzo. Rami sessantacinque che rappresentano tutte le specie de' Fiori più nobili nella lor forma e grandezza naturale, A. Felicella, Palermo, 1767
- Physicae questione praecioue resolutae, Tipografia Barbiellini, Roma, 1777